# Льюис, Дэвид Джон
Дэвид Джон Льюис (англ. David John Lewis; 1 мая 1869 года, округ Клирфилд, Пенсильвания — 12 августа 1952, Камберленд округ Аллегейни, Мэриленд) — американский юрист и политик; работал шахтёром с 1878 по 1892 год, изучая латынь в свободное время; член сената штата Мэриленд с 1902 по 1906 год; конгрессмен в 1911—1917 и 1931—1939 годах, председатель комитета Палаты представителей по труду; умеренный сторонник Нового курса президента Франклина Рузвельта, ключевой участник составления и принятия «Закона о социальном обеспечении» (1935).

## Работы
- Industrial tariffs : summaries of tariff studies (1929)